# Ла-Феєтт (Алабама)
Ла-Феєтт (англ. LaFayette) — місто (англ. city) в США, окружний центр  округу Чемберс штату Алабама. Населення — 2684 особи (2020).

## Географія
Ла-Феєтт розташована за координатами 32°53′58″ пн. ш. 85°24′3″ зх. д. / 32.89944° пн. ш. 85.40083° зх. д. (32.899427, -85.400795).  За даними Бюро перепису населення США в 2010 році місто мало площу 23,01 км², з яких 22,94 км² — суходіл та 0,07 км² — водойми.

## Демографія

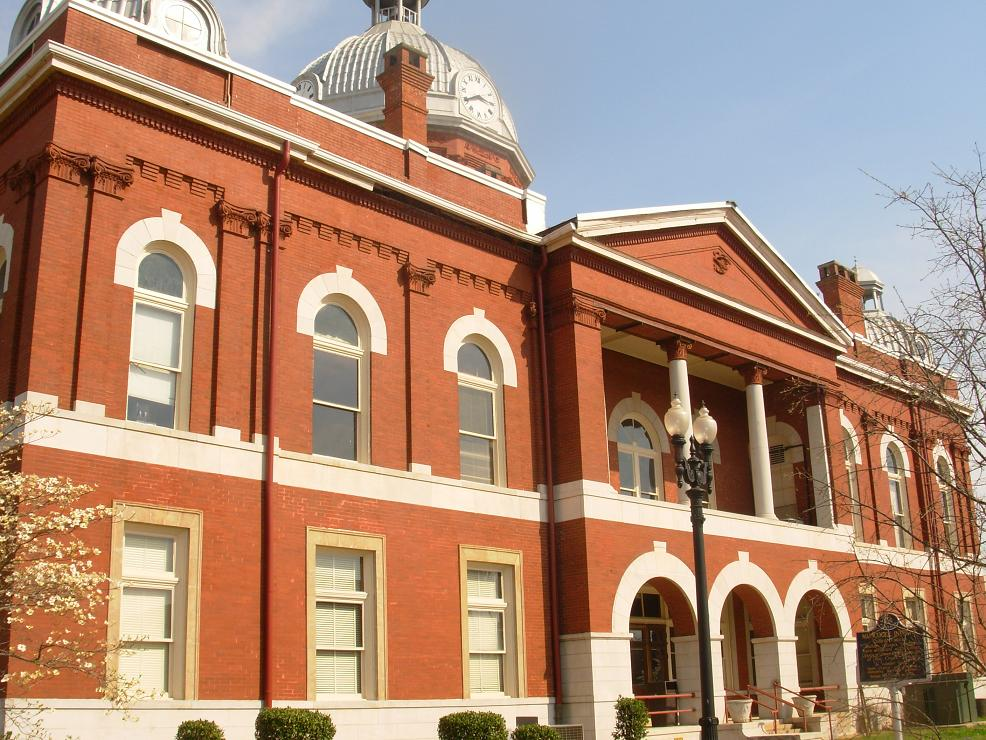
Окружний суд

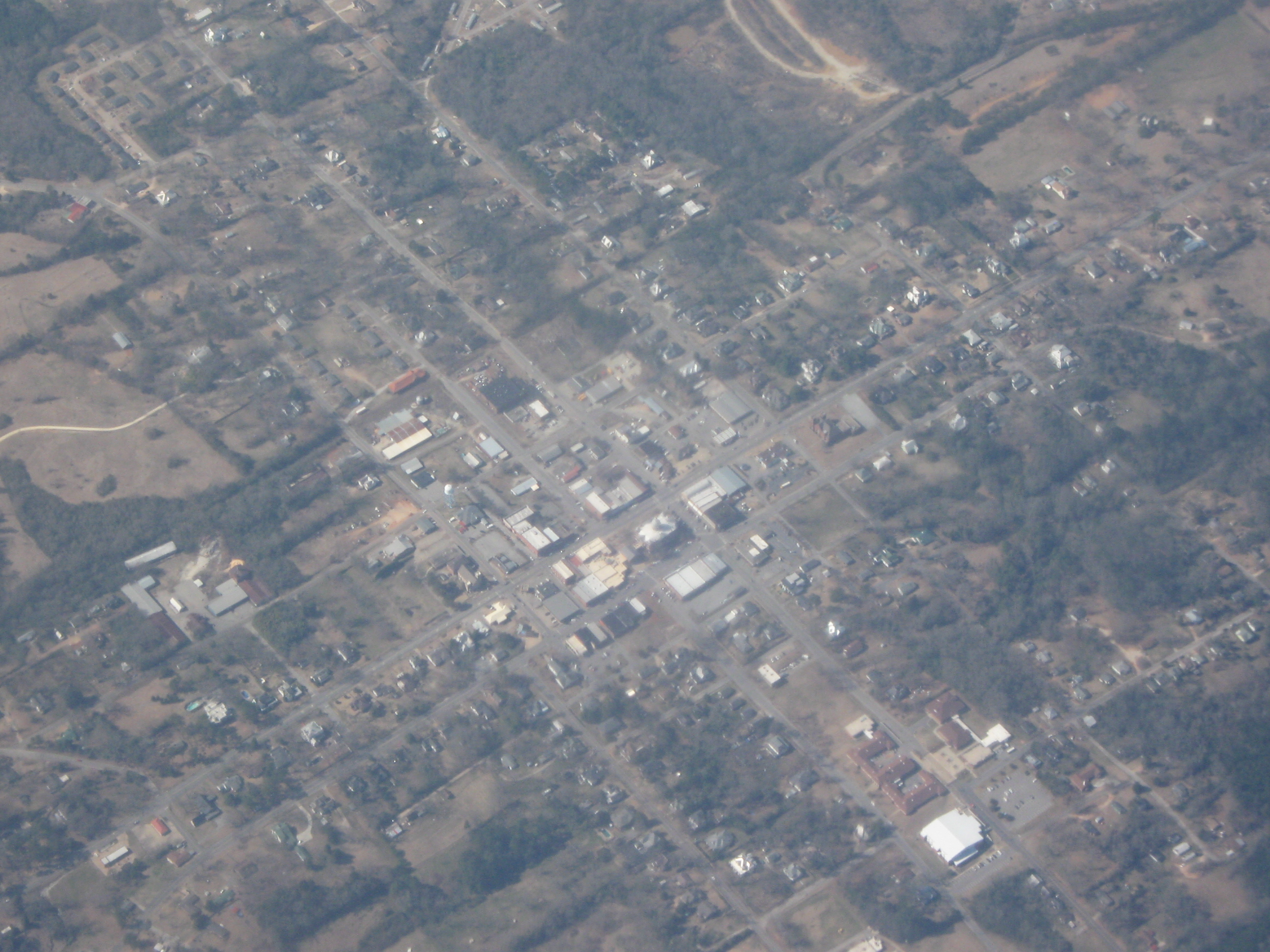
Аерозйомка Лафеєтта

Згідно з переписом 2010 року, у місті мешкали 3003 особи в 1129 домогосподарствах у складі 749 родин. Густота населення становила 130 осіб/км².  Було 1299 помешкань (56/км²).
Расовий склад населення:
| - 68,8 % — чорних або афроамериканців - 29,3 % — білих - 0,4 % — азіатів - 0,1 % — корінних американців |

До двох чи більше рас належало 0,7 %. Частка іспаномовних становила 1,9 % від усіх жителів.
За віковим діапазоном населення розподілялося таким чином: 22,0 % — особи молодші 18 років, 60,0 % — особи у віці 18—64 років, 18,0 % — особи у віці 65 років та старші. Медіана віку мешканця становила 40,2 року. На 100 осіб жіночої статі у місті припадало 87,1 чоловіків;  на 100 жінок у віці від 18 років та старших — 84,3 чоловіків також старших 18 років.
Середній дохід на одне домашнє господарство  становив 38 245 доларів США (медіана — 25 666), а середній дохід на одну сім'ю — 46 900 доларів (медіана — 32 333). Медіана доходів становила 34 485 доларів для чоловіків та 22 303 долари для жінок. За межею бідності перебувало 24,8 % осіб, у тому числі 43,8 % дітей у віці до 18 років та 11,6 % осіб у віці 65 років та старших.
Цивільне працевлаштоване населення становило 971 осіб. Основні галузі зайнятості: виробництво — 25,6 %, освіта, охорона здоров'я та соціальна допомога — 21,9 %, роздрібна торгівля — 15,4 %.